# Archaeoglobus profundus
Espèce
Archaeoglobus profundus est une archée sulfato-réductrice. On la trouve dans les gisements pétroliers haute température, dont elle pourrait contribuer à l'acidification. Elle est hétérotrophe et a besoin d'acétate CH3COO– et de dioxyde de carbone CO2 pour son développement.

## Liste des non-classés
Selon NCBI (12 novembre 2021) :
- non-classé Archaeoglobus profundus DSM 5631